# Novaculichthys taeniourus
Novaculichthys taeniourus (Lacépède, 1801), unica specie appartenente al genere Novaculichthys, è un pesce di acqua salata appartenente alla famiglia Labridae.

## Habitat e Distribuzione
Ha un areale molto ampio, infatti proviene dalle barriere coralline dell'oceano Indiano, del Mar Rosso e dell'oceano Pacifico; i posti dove è stato principalmente localizzato sono: coste del Sudafrica, Kenya, Somalia, Mozambico, Golfo di California isole Riunione, Seychelles, Aldabra, Chagos, Hawaii, Ryūkyū, Galápagos, Panama, Tuamotu, Isola di Lord Howe. Si trova spesso nelle zone ricche di detriti, di solito dove è presente una lieve marea, che il pesce setaccia in cerca di cibo, ad una profondità compresa tra 3 e 30 m.

## Descrizione

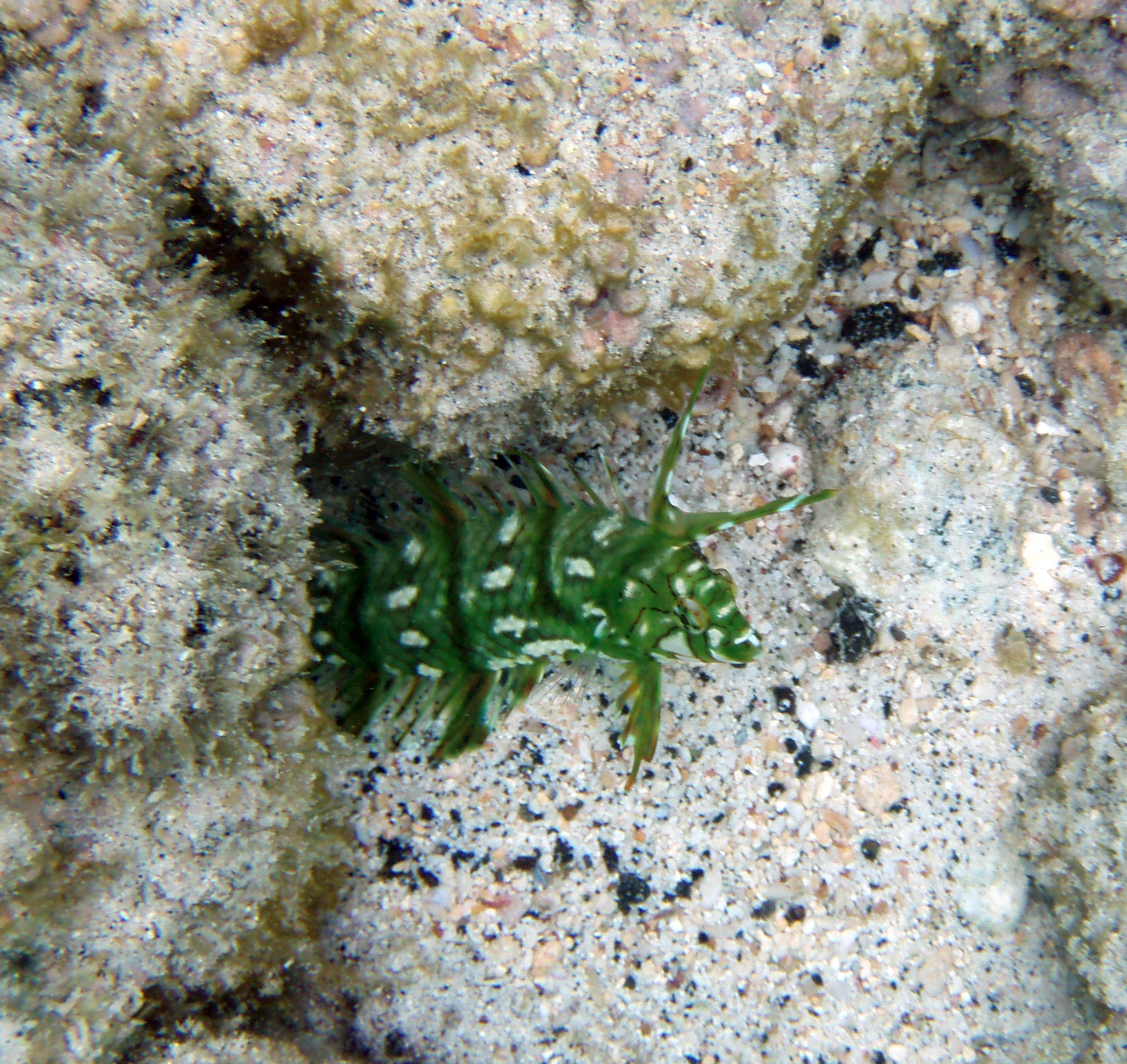
Esemplare giovanile

In questa specie le differenze tra gli esemplari adulti e i giovani sono estremamente marcate. I giovani presentano un corpo compresso lateralmente, allungato ma non particolarmente alto, e di una colorazione variabile, verde, rossa, o, più frequentemente, marrone con quattro colonne di macchie bianche tondeggianti dai bordi irregolari. Delle macchie più piccole sono presenti anche sul peduncolo caudale, e meno ordinatamente, sul ventre e sulla testa. L'occhio è bianco striato di scuro. Ciò che però colpisce dei giovani sono le pinne: dello stesso colore del corpo ma con aree trasparenti, hanno i raggi estremamente allungati, in particolare i primi due della pinna dorsale. La pinna caudale, invece, ha i raggi meno lunghi e il margine abbastanza arrotondato.
Questa livrea dei giovani ha una funzione mimetica: permette infatti ai pesci di mimetizzarsi facilmente con le alghe.
Gli adulti, invece, hanno un corpo compresso lateralmente, alto e di una forma meno allungata. Il colore prevalente è grigio oppure marrone grigiastro, ma la testa è molto più chiara, a volte quasi bianca. Gli occhi sono rossi, ma da essi in alcuni esemplari si diramano delle linee scure piuttosto corte. Le pinne pettorali sono ampie, ed alla base di esse è presente una macchia arancione o rossa. La pinna dorsale e la pinna anale sono lunghe, abbastanza alte, ma nessun raggio è più allungato di altri, e, come nella pinna caudale, il margine è arrotondato. La pinna caudale è grigia con una fascia bianca. Non superano i 30 cm.

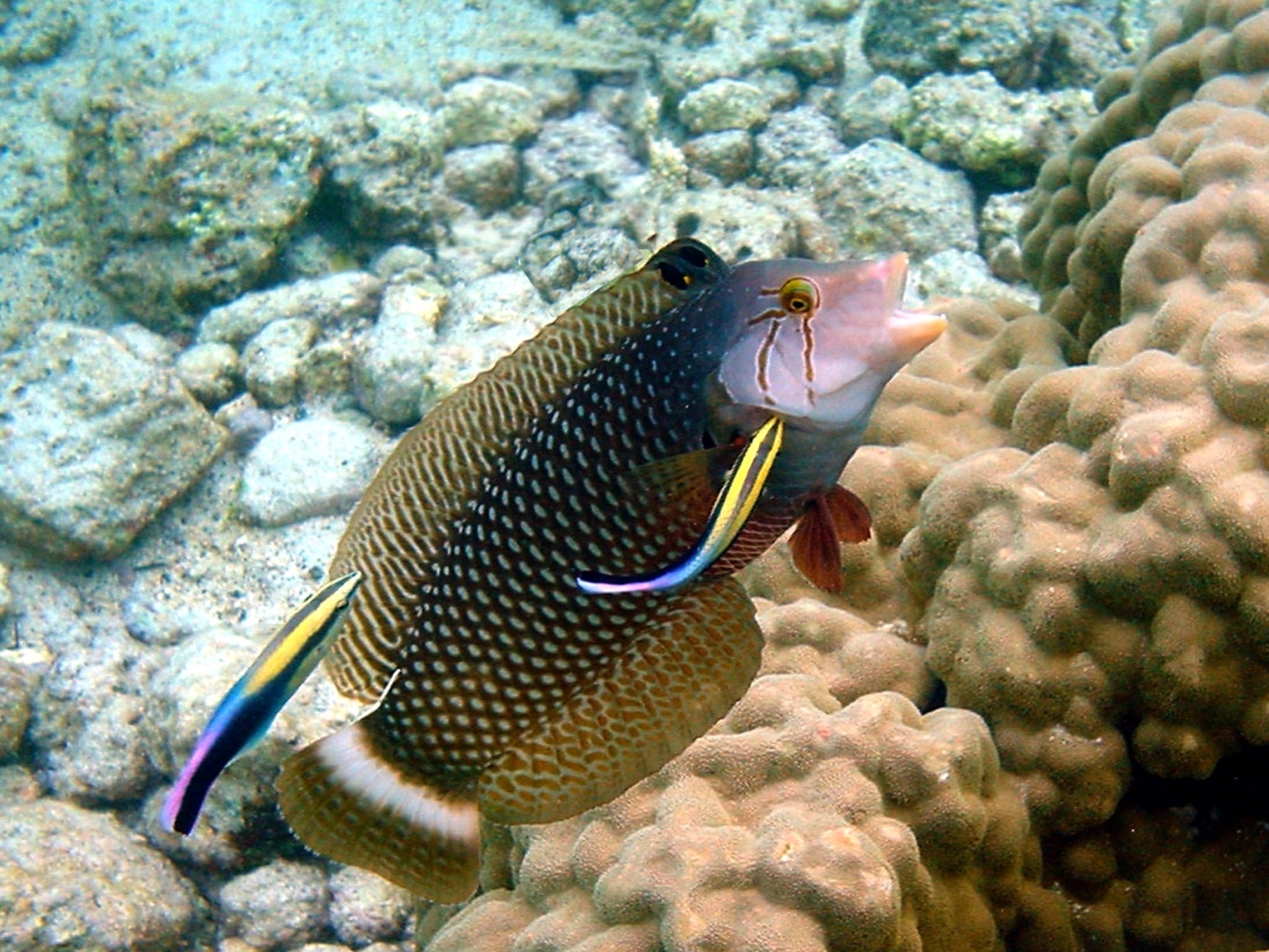
Esemplare adulto di Novaculichthys taeniourus viene pulito da due esemplari di Labroides phthirophagus

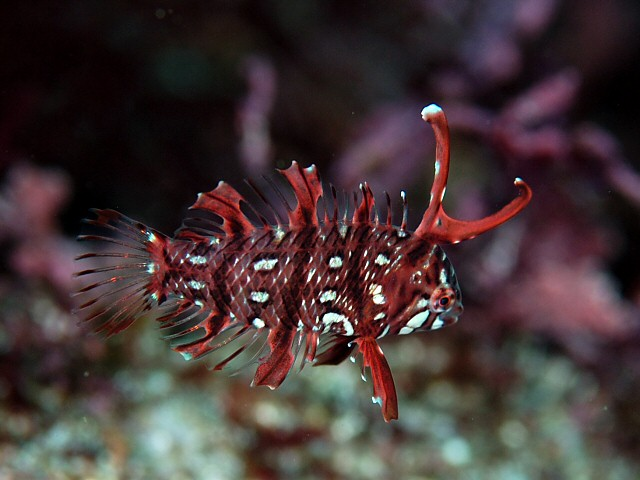
Esemplare giovanile

## Biologia

### Comportamento
I giovani hanno l'abitudine di imitare le alghe non solo nell'aspetto, ma anche nel modo di nuotare, infatti ne simulano il galleggiamento mentre si muovono. Gli adulti, invece, sono molto territoriali, e li si vede nuotare solitari od in coppia lungo la barriera corallina. Quando cercano il cibo, gli adulti di solito rovistano nei detriti dei coralli e ne asportano pezzi con la bocca per scovare gli invertebrati di cui si nutrono. Questa abitudine ha fatto guadagnare a questa specie il nome comune inglese di "rock-mover wrasse", cioè "Labride che sposta le rocce".

### Alimentazione
Ha una dieta prevalentemente carnivora, composta in particolare da invertebrati marini come crostacei, soprattutto granchi, molluschi bivalvi, chitoni e gasteropodi (Turbo scitilius), echinodermi, come ricci di mare, e vermi, soprattutto policheti.

### Riproduzione
Non è ancora accertato, ma si ritiene che come tutti i Labridi sia oviparo ed ermafrodita, e che non ci siano cure verso le uova. La fecondazione avviene esternamente. Le larve sono pelagiche.

## Conservazione
Questa specie è classificata come "a rischio minimo" (LC) dalla lista rossa IUCN perché non è minacciata da particolari pericoli a parte la pesca saltuaria; tuttavia questo fatto non è ancora accertato perché non ci sono ancora abbastanza dati precisi. Viene pescato sia per uso alimentare che per l'acquariofilia, però non è molto comune in commercio e non viene quasi mai esportato.